# Concertos pour clavier de Joseph Haydn
Joseph Haydn écrivit peu de concertos. Des onze œuvres identifiées au chapitre XVIII du catalogue Hoboken comme concerto pour clavier, dix sont des œuvres de jeunesse composées dans les années 1750 ou très peu de temps après son engagement chez le prince Esterházy. Seul le concerto no 11 a été écrit dans la période de maturité entre 1780-1784.
Il faut noter que la plupart des concertos peuvent être joués à l'orgue ou au clavier (piano, pianoforte ou clavecin). Seuls les nos 3 (en fa), 4 (en sol) et 11 (en ré) sont destinés uniquement au clavecin.
Le nos 5, 7, 8, 9 sont apocryphes et le no 7 est un arrangement du Trio pour clavier, violon et violoncelle no 6 du même compositeur.
- Hob.XVIII : 1 Concerto, en do majeur, pour clavier et orchestre
- Hob.XVIII : 2 Concerto, en ré majeur, pour clavier et orchestre
- Hob.XVIII : 3 Concerto, en fa majeur, pour clavecin ou piano et orchestre
- Hob.XVIII : 4 Concerto, en sol majeur, pour clavecin ou piano et orchestre
- Hob.XVIII : 5 Concerto, en do majeur, pour clavier et orchestre
- Hob.XVIII : 6 Concerto, en fa majeur, pour violon et clavecin avec orchestre
- Hob.XVIII : 7 Concerto, en fa majeur, pour clavier et orchestre
- Hob.XVIII : 8 Concerto, en do majeur, pour clavier et orchestre
- Hob.XVIII : 9 Concerto, en sol majeur, pour clavier et orchestre
- Hob.XVIII : 10 Concerto (concertino), en do majeur, pour clavier et orchestre
- Hob.XVIII : 11 Concerto, en ré majeur, pour clavecin ou piano et orchestre